# Paressisus viridipennis
Paressisus viridipennis là một loài bọ cánh cứng trong họ Cerambycidae.